# Chrizz B. Reuer
Chrizz B. Reuer, eigentlich Christian Breuer (* 21. Februar 1964 in Schwelm, Nordrhein-Westfalen) ist ein deutscher freischaffender Künstler, Theaterschauspieler und Autor.

## Leben
Christian Breuer studierte in Köln Theater-, Film- und Fernsehwissenschaft. 
Künstlerisch ist Breuer seit Ende der 1980er Jahre tätig und arbeitet als freier Autor und Performance-Künstler. Er schreibt Prosa, Lyrik, Reiseberichte sowie Rock- und Pop-Geschichten. 
Seine Texte inszeniert er oft im Rahmen multimedialer Literatur-Performance, auch in Zusammenwirkung mit anderen Literatur- und Musik-Künstlern. Neben eigenen Texten rezitiert er auch aus der Weltliteratur, beispielsweise Edgar Allan Poe. 
Breuer moderierte regelmäßig die Radio-Sendung „Funkelnde Schatulle“. Eine Kölner Tageszeitung bezeichnete ihn bei der Rezension von „Kurt Cobains kratzige Strickjacke“ als „Kölner Kultautor“.

## Bühnenkunst und Medienprojekte (Auswahl)
- Funkelnde Schatulle, Radiosendung mit Moderation Christian Breuer alias „Chrizz Bee“ und wechselnden Gästen.
- Freie Geister, Literaturevent im ARTheater, Köln, seit 2005.
- Kulturnacht Solingen/Lesung von Edgar Allan Poe mit dem Titel: Der wahre Sachverhalt im Fall Valdemar. Der Solinger Bote schreibt hierzu am 27. April 2015: „Mit markanter Stimme schilderte Chrizz B. Reuer […] in düsterer und beklemmender Weise den nahenden Tod eines an Schwindsucht Erkrankten.“

## Veröffentlichungen (Auswahl)
- Der Europa-Trip: Inter-Rail Zwei Punkt Null, Edition Oberkassel, Düsseldorf, 2011, ISBN 978-3-9813905-7-5
- Der Welt-Trip: 11 Flüge Round the World, Edition Oberkassel, Düsseldorf, 2012, ISBN 978-3-943121-10-0
- Kurt Cobains kratzige Strickjacke: Rock-Pop-Stories, Edition Oberkassel, Düsseldorf, 2014, ISBN 978-3-943121-64-3
- Der Europa-Trip: Inter-Rail Zwei Punkt Null, Hörbuch, deepwater-media, 2021